# 小田原市警察
小田原市警察（おだわらしけいさつ）は、かつて存在した神奈川県小田原市の自治体警察である。

## 概要
旧警察法施行で神奈川県警察部が解体され、1948年（昭和23年）3月7日に小田原市警察署が設置された。
その後、1954年（昭和29年）に、旧警察法が全面改正される形で新警察法が公布された。これにより国家地方警察と自治体警察が廃止され、新たに都道府県警察として神奈川県警察が発足。小田原市警察も神奈川県警察に統合され、姿を消した。

## 組織
- 警務課
- 警邏課
- 捜査課

## 警察署
- 小田原警察署
- 足柄警察署